# Municipio de Eastatoe
El municipio de Eastatoe (en inglés: Eastatoe Township) es un municipio ubicado en el  condado de Transilvania en el estado estadounidense de Carolina del Norte. En el año 2010 tenía una población de 2.989 habitantes.

## Geografía
El municipio de Eastatoe se encuentra ubicado en las coordenadas 35°7′29.39″N 82°49′26.48″O / 35.1248306, -82.8240222.